# Andesia
Andesia là một chi bướm đêm thuộc họ Noctuidae.

## Các loài tiêu biểu
- Andesia barilochensis Angulo & De Bros, 1996